# Robert Yeoman
Robert David Yeoman (Erie, 10 maart 1951) is een Amerikaanse cameraman (director of photography). Hij is vooral bekend als de vaste cameraman van regisseur Wes Anderson.

## Biografie
Robert Yeoman werd geboren in Erie (Pennsylvania) en groeide op in Northbrook en Wilmette, noordelijke voorsteden van Chicago. In 1973 behaalde hij een bachelor aan Duke University. Zes jaar later behaalde hij een master aan de filmschool van de University of Southern California.

## Carrière
Na zijn studies ging Yeoman aan de slag als productie-assistent en filmde hij enkele reclamespots. Zijn doorbraak kwam er midden jaren 1980. Yeoman sloot zich aan bij de cameracrew voor William Friedkins politiefilm To Live and Die in L.A. (1985) en werd er tijdens de productie, na het vertrek van de Nederlandse cameraman Robby Müller, gepromoveerd tot de hoofdverantwoordelijke voor het camerawerk. Hij filmde nadien ook een videoclip voor Wang Chung, de band die de filmmuziek van To Live and Die in L.A. had gecomponeerd.
Een videoclip die hij voor Talking Heads had opgenomen, werd opgemerkt door een filmproducent, die er vervolgens voor zorgde dat hij Gus Van Sants dramafilm Drugstore Cowboy (1989) mocht filmen. In 1996 kreeg Yeoman een handgeschreven brief van de jonge filmmaker Wes Anderson, die hem vroeg om zijn debuutfilm Bottle Rocket (1996) te filmen. Yeoman ging akkoord en groeide in de daaropvolgende jaren uit tot de vaste cameraman van de regisseur. Zijn camerawerk voor The Grand Budapest Hotel (2014) leverde hem in 2015 een Oscarnominatie op.
Daarnaast werkt hij ook regelmatig samen met regisseur Paul Feig. Zo filmde hij voor de regisseur de komedies Bridesmaids (2011), The Heat (2013) en Spy (2015). Sinds 2001 is hij lid van de American Society of Cinematographers (ASC).

## Filmografie
| - Hero (1983) - To Live and Die in L.A. (1985) (officieus) - Rampage (1987) - Johnny Be Good (1988) - Dead Heat (1988) - Rented Lips (1988) - Drugstore Cowboy (1989) - The Wizard (1989) - Too Much Sun (1990) - Kid (1990) - The Linguini Incident (1991) - Past Midnight (1991) - The Paint Job (1992) - Somebody to Love (1994) - Coldblooded (1995) - Bottle Rocket (1996) - The Substance of Fire (1996) - White Lies (1997) - Permanent Midnight (1998) - Rushmore (1998) - Dogma (1999) - Down to You (2000) |  | - Beautiful (2000) - Double Whammy (2001) - CQ (2001) - The Royal Tenenbaums (2001) - The Life Aquatic with Steve Zissou (2004) - The Squid and the Whale (2005) - Red Eye (2005) - The Darjeeling Limited (2007) - Martian Child (2007) - Manolete (2008) - Yes Man (2008) - Whip It! (2009) - American Trip (2010) - Bridesmaids (2011) - Moonrise Kingdom (2012) - The Heat (2013) - The Grand Budapest Hotel (2014) - Love & Mercy (2014) - Spy (2015) - Ghostbusters (2016) - Mamma Mia! Here We Go Again (2018) - Asteroid City (2023) |